# Каваті (Ібаракі)

35°53′5″ пн. ш. 140°14′40″ сх. д. / 35.88472° пн. ш. 140.24444° сх. д.
Кава́ті (яп. 河内町, かわちまち, МФА: [kawat͡ɕi mat͡ɕi̥]) — містечко в Японії, в повіті Інасікі префектури Ібаракі. Станом на 1 жовтня 2007 площа містечка становила 44,32 км². Станом на 1 серпня 2008 населення містечка становило 10 459 осіб.